# Pappo's Blues
Pappo's Blues fue un grupo musical de hard rock argentino liderado por el vocalista y guitarrista del grupo Pappo, que tuvo diferentes formaciones y reencuentros entre 1970 y 1999, y que grabó nueve álbumes de estudio.

## Historia

### Comienzos
Pappo's Blues nació en 1970 tras el paso de Norberto Napolitano por Los Abuelos de la Nada y Los Gatos. Inicialmente estuvo integrado como power trio por Pappo en guitarra y voz, David Lebón en bajo y el baterista Black Amaya.
La banda sufrió constantes cambios en su alineación a lo largo de los años. Con Lebón y Amaya registraron el primer disco homónimo en 1971. Al terminar de grabar el disco Pappo viaja a Europa, dejando libres a Black, que partiría a Billy Bond y La Pesada del Rock and Roll, y más tarde a Pescado Rabioso, y Lebon a Color Humano, como baterista.
En el segundo (Pappo's Blues Volumen 2), tomado menos como un proyecto grupal, de 1972 tocaron Black Amaya y Luis Gambolini en batería, y Carlos Pignatta, músico entrerriano, en el bajo. Para el tercer álbum (Pappo's Blues Volumen 3), la alineación fue más estable, y contó con Héctor "Pomo" Lorenzo, un ex Abuelos de la Nada, en batería y "Machi" Rufino en bajo y coros. Este disco sería grabado en vivo, sin overdubs, en los estudios ION por Carlos Piriz, y producido ejecutivamente por Jorge Álvarez, como los anteriores lanzamientos.
Pomo y Machi se desvincularían luego de ocho meses, y en 1974 serían parte junto a Luis Alberto Spinetta el grupo Invisible.

### 1973-1976: Miembros fijos y álbumes en volúmenes
Para grabar la cuarta placa (Pappo's Blues Volumen 4), a fines de 1973, ayudan músicos de La Pesada. David Lebón toca guitarra rítmica en un par de temas y Black Amaya (batería) en todos los temas menos en "Con Elvira es otra cosa" donde todavía tocan Pomo y Machi. en los demás temas toca Alejandro Medina el bajo e Isa Portugheis ejecuta percusión en un tema.
Para el quinto LP (Triángulo), editado en 1974, la formación es más estable, tocando el bajista Eduardo Beaudoux ("fanta") y el baterista Eduardo Garbagnatti, creando uno de los discos más experimentales y obscuros de su carrera, con sonoridades que se acercan a la atonalidad, a lo progresivo y al heavy metal. En este mismo álbum, llamado indistintamente Triángulo como Vol. 5, participan también "Nacho" Smilari (ex-Vox Dei), y León Gieco en voces, en el tema "El buzo".
Tras la edición de este disco Pappo viaja a Europa, desentendiéndose de la banda y el sello indefinidamente, es en este espacio de tiempo cuando la compañía grabadora (Music Hall), decide lanzar un disco compuesto de cintas destinadas a un álbum futuro, es así como ve la luz el Pappo's Blues Volumen 6, en 1975, otro álbum extraño que no llegaba a los 30 minutos de duración, presentando canciones de un blues rock ácido y pesado. Pappo no fue consultado acerca de la aparición de este álbum, fue una iniciativa exclusiva de la compañía discográfica.

### 1977-1980: Más discos y final eventual de Pappo's Blues
En 1977, Pappo edita el único disco de la banda Aeroblus, junto a Alejandro Medina y el baterista brasilero Rolando Castello Junior en un estilo más pesado y elaborado, fuera de la línea de Pappo's Blues. Debido a su poca trascendencia, Pappo sigue con Medina bajo el nombre Pappo's Blues, junto a varias formaciones que incluirían entre otros a "Conejo" Jolivet, en guitarra, Julio Candia, el mencionado Medina y Botafogo en bajo y Marcelo Pucci y Gonzalo Farrugia en batería. 
Finalmente, al año siguiente, en 1978, Pappo graba y edita el séptimo disco oficial de Pappo's Blues (Pappo's Blues Volumen 7), junto a Alejandro Medina en bajo y Darío Fernández en batería, álbum mayormente compuesto de viejos temas regrabados con un sonido más pesado y acorde a la época, más un par de temas instrumentales, que no fueron concebidos como tales. Tras esta edición, Pappo se radica en Europa (Londres) una vez más: volvería en 1980.
En 1980, Pappo organizó un recital bajo el título "Adiós Pappo's Blues, bienvenido Riff", que marcó el fin oficial de la banda: durante el resto de los 80, el "Carpo" se dedicaría al heavy metal, a Riff, y a algún que otro proyecto efímero, viaje a Los Ángeles (y estadía) incluido.

### 1990-1999: Vuelta de la banda, último volumen y fin
En 1991, Napolitano reorganiza Pappo's Blues alternando desde ese momento sus actuaciones con Riff e incluso editando discos con las dos diferentes bandas el mismo año. En 1995, graba Pappo's Blues Volumen 8, Caso cerrado, junto al bajista Machy Madco y Black Amaya en batería, entre otros músicos. El último disco de estudio de Pappo's Blues fue El auto rojo, CD editado en 1999. 

## Legado
En 1994, el sello Music Hall presentó su quiebre, y comenzó un largo litigio con respecto a los derechos de la música de Pappo Blues, que recién concluyó cuando el Instituto Nacional de la Música logró recuperar ese material, entre otras bandas de rock, tango y folklore en 2016. En 2017 se reeditó la discografía de Pappo's Blues en CD y vinilo.

## Discografía
Álbumes de estudio
- Pappo's Blues (1971)
- Pappo's Blues Volumen 2 (1972)
- Pappo's Blues Volumen 3 (1973)
- Pappo's Blues Volumen 4 (1973)
- Triángulo (1974)
- Pappo's Blues Volumen 6 (1975)
- Pappo's Blues Volumen 7 (1978)
- Pappo's Blues Volumen 8, Caso cerrado (1995)
- El auto rojo (1999)

Compilados
- Refrito (1981)
- 71–75 (1996)

## Integrantes

### Miembros estables
- Norberto "Pappo" Napolitano †: Voz y guitarra líder (1970-1980) y (1990-1999).
- Julio "Yulie Ruth" Rutigliano: Bajo (1995-1999).
- Gustavo "Bolsa" González: Batería (1999).
- Miguel "Botafogo" Vilanova: Guitarra

### Miembros anteriores
- David Lebón: Guitarra rítmica y bajo (1971-1973).
- Black Amaya: Batería (1971-1972), (1973) y (1992-1995).
- Luis Gambolini: Batería (1972).
- Pomo Lorenzo: Batería (1972-1973).
- Carlos Pignatta: Bajo (1972).
- Isa Portugheis: Percusión (1973).
- Machi Rufino: Bajo (1972-1973).
- Eduardo Garbagnatti: Batería (1974-1975).
- Eduardo Beaudoux: Bajo (1974-1975).
- Alejandro Medina: Bajo (1974-1978).
- Darío Fernández: Batería (1978).
- Machy Madco-Lococo: Bajo (1994-1998).
- Luis Robinson: Armónica.[2]